# Велфлит (Небраска)
Велфлит (енгл. Wellfleet) град је у америчкој савезној држави Небраска.

## Демографија
По попису из 2010. године број становника је 78, што је 2 (2,6%) становника више него 2000. године.
| Група             | 2000.      | 2010.      |
| Белци             | 70 (92,1%) | 58 (74,4%) |
| Афроамериканци    | 0 (0,0%)   | 1 (1,3%)   |
| Азијати           | 0 (0,0%)   | 4 (5,1%)   |
| Хиспаноамериканци | 5 (6,6%)   | 8 (10,3%)  |
| Укупно            | 76         | 78         |